# Heineken Trophy 1999
L'Heineken Trophy 1999 è stato un torneo di tennis giocato sull'erba. È stata la 10ª edizione dell'Heineken Trophy, che fa parte della categoria International Series nell'ambito dell'ATP Tour 1999, e della Tier III nell'ambito del WTA Tour 1999. Sia il torneo maschile che quello femminile si sono giocati al Autotron park di Rosmalen, vicino 's-Hertogenbosch nei Paesi Bassi, dal 14 al 20 giugno 1999.

## Campioni

### Singolare maschile
Patrick Rafter ha battuto in finale  Andrei Pavel con il punteggio di 3–6, 7–6(7), 6–4

### Singolare femminile
Kristina Brandi ha battuto in finale  Silvija Talaja con il punteggio di 6–0, 3–6, 6–1

### Doppio maschile
Finale non disputata a causa della pioggia

### Doppio femminile
Silvia Farina /  Rita Grande hanno battuto in finale   Cara Black /  Kristie Boogert con il punteggio di 7–5, 7–6